# Flore médioeuropéenne
La flore médioeuropéenne est la végétation caractéristique de l’Europe centrale soumise principalement au climat continental, mais on la retrouve aussi par exemple sur le versant septentrional du mont Ventoux.